# 1. Armee (Deutscher Krieg)
Die 1. Armee war ein kurzfristig gebildeter preußischer Heeresverband im Deutschen Krieg von 1866. Die Armee bestand aus dem II., III. und IV. Korps und einem extra für diesen Feldzug aufgestellten Kavallerie-Korps.
Gemäß der Strategie von Moltke sollte die Preußische Armee in drei selbstständig vorgehenden Verbänden in Böhmen einmarschieren und dort die Nordarmee von Österreich bekämpfen. Die Aufteilung in drei Armeen wurde von Zeitgenossen stark kritisiert, blieb jedoch siegreich.

## Zusammensetzung
Oberbefehlshaber der 1. Armee war Friedrich Karl von Preußen, als Chef des Generalstabes fungierte Generalleutnant Konstantin Bernhard von Voigts-Rhetz. Eine Besonderheit dieser Armee war, dass zwei der drei Korps kein eigenes Generalkommando hatten; der Kommandierende General des III. Armee-Korps war der Oberbefehlshaber Friedrich Karl und der des IV. Armee-Korps, Hans Wilhelm von Schack, blieb bei Kriegsbeginn zurück und wurde kurz darauf Generalgouverneur des besetzten Sachsens. Entsprechend wurden die Einheiten beider Korps direkt der Armee unterstellt.

### II. Korps
Kommandierender General war Generalleutnant Wilhelm von Schmidt, Chef des Generalstabs war der spätere Kriegsminister Generalmajor Georg von Kameke.
- 3. Division, August von Werder
  - 5. Infanterie-Brigade, Heinrich Ludwig Dietrich von Januschowski
    - Grenadier-Regiment „König Friedrich Wilhelm IV.“ (1. Pommersches) Nr. 2, Oberst Ernst von Reichenbach
    - 5. Pommersches Infanterie-Regiment Nr. 42, Oberst Ferdinand von Borcke

  - 6. Infanterie-Brigade, Karl von Winterfeldt
    - 3. Pommersches Infanterie-Regiment Nr. 14, Oberst Alexander von Stahr
    - 7. Pommersches Infanterie-Regiment Nr. 54, Oberstleutnant Benno von Kurowski
    - Pommersches Jäger-Bataillon Nr. 2

  - Divisions Kavallerie Pommersches Husaren-Regiment Nr. 5, Oberst Tamm von Flemming
- 4. Division, Friedrich Herwarth von Bittenfeld
  - 7. Infanterie-Brigade, Ludwig von Schlabrendorff
    - 2. Pommersches Grenadier-Regiment (Colberg) Nr. 9, Oberst Karl Gustav von Sandrart
    - 6. Pommersches Infanterie-Regiment Nr. 49, Oberst Gustav von Wietersheim

  - 8. Infanterie-Brigade, Generalmajor Bernhard von Hanneken
    - 4. Pommersches Infanterie-Regiment Nr. 21, Oberst Franz von Krane-Matena
    - 8. Pommersches Infanterie-Regiment Nr. 61, Oberst Hermann von Michaelis

  - Divisions Kavallerie 1. Pommersches Ulanen-Regiment Nr. 4, Oberst Fedor von Kleist
- Korps-Reserve Artillerie, Oberst Heinrich von Puttkammer

Das II. Korps verfügte insgesamt über zwölf Batterien, jeweils vier in einer Division und in der Reserve mit zusammen 72 gezogenen Geschützen.

### III. Korps
Das III. Korps gliederte sich wie folgt:
- 5. Division, Wilhelm von Tümpling
  - 9. Infanterie-Brigade, Generalmajor Gustav von Schimmelmann
    - Leib-Grenadier-Regiment (1. Brandenburgisches) Nr. 8, Oberst Emil von Berger
    - 5. Brandenburgisches Infanterie-Regiment Nr. 48, Oberst Karl von Diringshofen

  - 10. Infanterie-Brigade, Wilhelm von Kamienski
    - 2. Brandenburgisches Grenadier-Regiment Nr. 12, Oberst Kolmar von Debschitz
    - 1. Pommersches Infanterie-Regiment Nr. 18, Oberst Karl von Kettler

  - Divisions Kavallerie 1. Brandenburgisches Ulanen-Regiment (Kaiser von Rußland) Nr. 3, Oberstleutnant Eugen von Treskow
- 6. Division, Gustav von Manstein
  - 11. Infanterie-Brigade, Hermann von Gersdorff
    - Brandenburgisches Füsilier-Regiment Nr. 35, Oberst Louis von Rothmaler
    - 7. Brandenburgisches Infanterie-Regiment Nr. 60, Oberst Ernst von Hartmann

  - 12. Infanterie-Brigade, Gebhard von Kotze
    - 4. Brandenburgisches Infanterie-Regiment Nr. 24, Oberst Emil von Hacke
    - 8. Brandenburgisches Infanterie-Regiment Nr. 64, Oberst Johann von Götz und Schwanenflies
    - Brandenburgisches Jäger-Bataillon Nr. 3, Major Eric von Witzleben

  - Divisions Kavallerie Brandenburgisches Dragoner-Regiment Nr. 2, Oberstleutnant Carl Heinichen

### IV. Korps
Das IV. Korps gliederte sich wie folgt:
- 7. Division, Eduard von Fransecky
  - 13. Infanterie-Brigade, Julius von Groß
    - 1. Magdeburgisches Infanterie-Regiment Nr. 26, Oberst Alexander von Medem
    - 3. Magdeburgisches Infanterie-Regiment Nr. 66, Oberst Adolf von Blanckensee

  - 14. Infanterie-Brigade, Generalmajor Helmuth von Gordon
    - 2. Magdeburgisches Infanterie-Regiment Nr. 27, Oberst Franz von Zychlinski
    - 4. Magdeburgisches Infanterie-Regiment Nr. 67, Oberst Eduard von Bothmer

  - Divisions Kavallerie Magdeburgisches Husaren-Regiment Nr. 10, Oberst Hermann von Besser
- 8. Division, August von Horn
  - 15. Infanterie-Brigade, Julius von Bose
    - 1. Thüringisches Infanterie-Regiment Nr. 31, Oberst Louis von Freyhold
    - 3. Thüringisches Infanterie-Regiment Nr. 71, Oberst Karl von Avemann

  - 16. Infanterie-Brigade (Deutsches Kaiserreich), Leopold von Stuckrad
    - 4. Thüringisches Infanterie-Regiment Nr. 72, Oberst von Bruno Neidhardt von Gneisenau
    - Magdeburgisches Jäger-Bataillon Nr. 4

  - Divisions Kavallerie Thüringisches Ulanen-Regiment Nr. 6, Oberstleutnant Ferdinand August von Langermann und Erlencamp

### Kavallerie-Korps
Befehlshaber dieses für den Krieg aufgestellten Verbandes war General der Kavallerie Prinz Albrecht von Preußen, Stabschef der Oberstleutnant Karl von Witzendorff. Das Korps bestand aus insgesamt sechs Brigaden, von denen wurde jedoch die 1. Schwere Brigade zur 2. Armee abkommandiert. Die 3. Schwere Brigade blieb in der 1. Armee, wurde jedoch dem o. g. II. Korps zugeordnet. Somit operierte das Kavallerie-Korps als geschlossener Verband nur mit vier Brigaden.
- 1. Kavallerie-Division, Hermann von Alvensleben
  - 1. Leichte Kavallerie-Brigade, Generalmajor Albert von Rheinbaben
    - 1. Garde-Ulanen-Regiment, Oberst Enno von Colomb
    - 2. Garde-Ulanen-Regiment, Oberst Wilhelm von Brandenburg
    - 1. Garde-Dragoner-Regiment, Oberstleutnant Friedrich Magnus von Barner

  - 2. Schwere Kavallerie-Brigade, Generalmajor Wolf von Pfuel
    - Brandenburgisches Kürassier-Regiment Nr. 6, Oberst Alfred von Rauch
    - Magdeburgisches Kürassier-Regiment, Oberst Hiob von Hontheim
- 2. Kavallerie-Division, Benno Hann von Weyhern
  - 2. Leichte Kavallerie-Brigade, Generalmajor Wilhelm zu Mecklenburg-Schwerin
    - 2. Garde-Dragoner-Regiment, Oberst Hermann von Redern
    - Brandenburgisches Husaren-Regiment (Zietensche Husaren) Nr. 3, Oberstleutnant Adalbert von Kalkreuth
    - 2. Brandenburgisches Ulanen Regiment Nr. 1, Oberstleutnant Friedrich Wilhelm zu Hohenlohe-Ingelfingen

  - 3. Leichte Kavallerie-Brigade, Generalmajor Georg von der Groeben
    - Neumärkisches Dragoner Regiment Nr. 3, Oberstleutnant Karl von Willisen
    - Thüringisches Husaren-Regiment Nr. 12, Oberst Gustav von Barnekow

Zum Korps gehörten noch folgende abkommandierte Verbände:
- 1. Schwere Kavallerie-Brigade, Generalmajor Albrecht von Preußen
  - Regiment der Gardes du Corps, Oberst Friedrich von Brandenburg
  - Garde-Kürassier-Regiment, Oberstleutnant Hermann von Lüderitz
- 3. Schwere Kavallerie-Brigade, Generalmajor Wasa von der Goltz
  - Kürassier-Regiment „Königin“ (Pommersches) Nr. 2, Oberst August von Schaevenbach
  - 2. Pommersches Ulanen-Regiment Nr. 9, Oberst Otto von Diepenbroick-Grüter

## Kriegsverlauf
Die 1. Armee wurde im Raum Görlitz versammelt und marschierte von hier aus am Morgen des 17. Juni 1866 über die Grenze nach Sachsen ein. Der Vormarsch erfolgte über Bautzen und Löbau bis nach Zittau. Am 22. Juni stand die Armee im Raum Zittau, Ostritz und Seidenberg. Am morgen des 23. Juni erfolgte der Einmarsch nach Böhmen.
Aufgabe der 1. Armee war es, von Sachsen aus nach Böhmen einzumarschieren, die Iser zu überschreiten und sich im Raum Gitschin mit der 2. Armee des Kronprinzen zu vereinen. Rechts neben der 1. Armee ging die Elbarmee vor. Erstes größeres Ziel war Reichenberg, das am 24. Juni besetzt wurde. Hier blieb die Armee, entgegen dem ausdrücklichen Befehl vom Generalstabschef Moltke, für zwei Tage stehen. Innerhalb der ersten vier Tage hatte die Armee lediglich 46 km zurückgelegt. Erst nach einem ausdrücklichen Befehl aus Berlin ging der Vormarsch weiter.
Auf dem Weg zur Iser kam es am 26. Juni von 9 bis 14 Uhr zum Gefecht bei Liebenau, und die Armee überquerte dann bei Eisenbrod, Turnau und Podol die Iser. Das zur Verteidigung dieser Flussübergänge angeordnete österreichische Korps wurde in der Nacht vom 26. auf den 27. Juni in der Schlacht bei Podol zurückgeworfen. Am nächsten Tag marschierte die Armee jedoch statt östlich auf Gitschin nach Süden in Richtung Münchengrätz. In der Schlacht bei Münchengrätz wurden die vereinigten Österreicher und Sachsen zum Rückzug gezwungen und dabei getrennt. Gleichzeitig erfolgte hier die erste Vereinigung mit der Elbarmee. Für diese Abweichung vom Aufmarschplan und den damit verbundenen Zeitverlust wurde Friedrich Karl trotz des Erfolges heftig kritisiert, da sich dadurch die Vereinigung der beiden preußischen Hauptarmeen verzögerte. Um den weiteren Vormarsch nicht noch weiter zu behindern, mussten sich die beiden preußischen Armeen wieder teilen. Somit war es die 1 Armee allein, welche in der Schlacht bei Gitschin kämpfte. Gitschin wurde am späten Nachmittag des 29. Juni 1866 durch zwei Divisionen erreicht und nach einem längeren Kampf in der Nacht genommen. Eine mögliche Verfolgung des hier geschlagenen Gegners erfolgte nicht, da den Divisionen (3. und 5.) keine zusätzliche Kavallerie-Einheiten mitgegeben worden waren.
Vom 30. Juni bis zum 2. Juli erfolgte der Vormarsch in Richtung auf Königgrätz. Hier kam es am 3. Juli 1866 zur Schlacht bei Königgrätz. Obwohl zahlenmäßig unterlegen griffen die Preußen an, eroberten das Tal der Bystritz und konnten die Österreichische Nordarmee bei deren Gegenangriffen, insbesondere im Swiep-Wald zurückwerfen. Ein eigener Vormarsch war gegen die überlegene Artillerie der Österreicher nicht möglich, und die Armee erlitt hohe Verluste, bis die 2. Armee in die Schlacht eingriff und die Österreicher zum Rückzug zwang. Der gemeinsame Angriff aller drei preußischen Armeen drängte die Österreicher bis an die Elbe zurück, wo dann die verbliebene österreichische Artillerie den weiteren Vormarsch der Preußen aufhielt. Eine größere Verfolgung über die Elbe hinaus erfolgte nicht mehr, die eigene schwere Kavallerie war immer zu weit zurück.
Nachdem am 4. Juli 1866 die Gefallenen der Schlacht begraben wurden und, soweit möglich, die Verwundeten versorgt wurden, erfolgte ab dem 5. Juli der weitere Vormarsch über Prelautsch, Brünn (12. bis 15. Juli) bis nach Ebental, das am 20. Juli erreicht wurde. In dieser Zeit erfolgten nur noch einzelne Gefechte zwischen zur Aufklärung ausgeschickten kleineren Verbänden der Preußen und Österreichern.